# SN 1964A
SN 1964A – supernowa typu II-pec odkryta 4 lutego 1964 roku w galaktyce NGC 3631. W momencie odkrycia miała maksymalną jasność 17,00m.